# 真鶴政吉 (1841年生)
眞鶴 政吉（まなづる まさきち、天保12年（1841年） - 1897年（明治30年）6月29日）は伯耆国日野郡溝口（現・鳥取県西伯郡伯耆町）出身の元大相撲力士。本名は木島長五郎。大阪相撲で活躍し最高位は大関。

## 略歴
5代もしくは6代朝日山に入門、四ツ車 久吉を名乗り1861年（文久2年）6月が番付初見。1869年（明治2年）3月入幕、1870年（明治3年）3月小結に昇進し、初日から眞鶴 政吉と改めた。1871年（明治4年）6月関脇、1872年（明治5年）7月大関に進んだ。大関は5場所努めて1876年（明治9年）6月限りで引退、9代朝日山を襲名し多数の弟子を養成した。1885年（明治18年）10月限りで廃業、1897年（明治30年）6月29日没。